# Ludwig Mohr

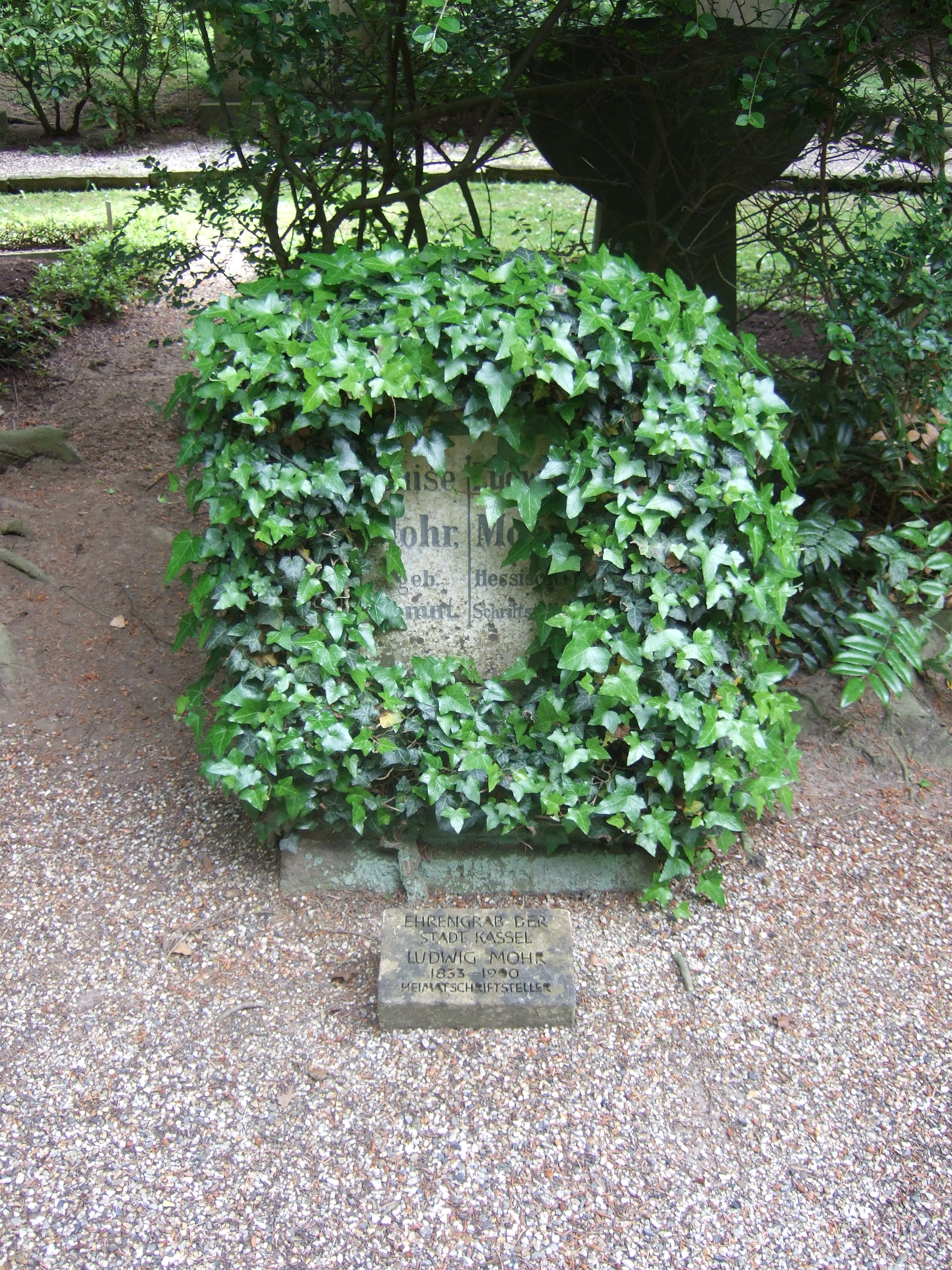
Ehrengrab von Ludwig Mohr auf dem Friedhof Wehlheiden in Kassel

Ludwig Mohr (* 10. Februar 1833 in Homberg an der Efze; † 13. Juli 1900 in Wehlheiden, heute ein Stadtteil von Kassel) war ein deutscher Dichter, Historiker und Heimatforscher.

## Biografie
Ludwig Mohr war der Sohn eines Färbers. Er absolvierte eine kaufmännische Lehre und arbeitete als Hauslehrer, Leiter einer Töchterschule, Optiker und Mechaniker in Homberg. Mohr lebte einige Zeit auch im Kasseler Stadtteil Wehlheiden als Hauslehrer. 1866 übernahm er nach dem Tod seines Schwagers die Geschäftsführung eines Eisenwarenhandels in Homberg. Anschließend arbeitete er ab 1871 als Eisenbahnsekretär.
1869 verfasste er die Erzählung Rot-Weiß, die in der Zeit des Königreichs Westphalen spielt und den Aufstand des Obersten Wilhelm von Dörnberg 1809 gegen Jérôme Bonaparte literarisch behandelt. Mohr erzählt dabei von den „Propheten von Altenburschla“, den Brüdern Cornelius Lorenz (1736–1809) und Nicolaus Lorenz (1746–1809), und dem Friedensrichter Sigmund Peter Martin, die sich unter Führung Dörnbergs gegen die französische Besetzung erhoben.
1871 schrieb er die historische Erzählung Die blaue Dame. Darin widmete er sich der Vita der Schwester des preußischen Ministers Heinrich Friedrich Karl vom Stein, der Äbtissin des Stifts Wallenstein, Marianne vom und zum Stein (1753–1831), die an der Organisation und Vorbereitung des Dörnbergschen Aufstands beteiligt war.

## Ehrungen
Ludwig Mohrs Grabstätte auf dem Friedhof Wehlheiden und ist ein Ehrengrab der Stadt Kassel. An ihn erinnert eine Gedenktafel an seinem Geburtshaus in Homberg. Im Kasseler Stadtteil West (Vorderer Westen) und in Homberg sind Straßen nach ihm benannt.

## Werke
- Rot-Weiß von 1869 (Online)
- Die blaue Dame von 1871
- Eddergold